# تاريخ الأكاديين

علم أكاديا الحديث.

الأكاديون هم المتحدرون من المستوطنين الفرنسيين الذين استقروا في القرنين السابع عشر والثامن في أجزاء من أكاديا في المنطقة الشمالية الشرقية من أمريكا الشمالية التي تضم ما يعرف الآن بالمقاطعات البحرية التي تضم نيو برونزويك، ونوفا سكوشا، وجزيرة الأمير إدوارد، وغاسبيزيا في كيبيك الشرقية، ونهر كينبيك في جنوب مين. قدم المستوطنون الذين انحدر منهم الأكاديون من المناطق الجنوبية الغربية والجنوبية لفرنسا، المعروفة تاريخيا باسم أوكستانيا، في حين يدعي بعض الأكاديين تحدرهم من الشعوب الأصلية في المنطقة. نظرًا للاندماج الحاصل، يتشارك بعض الأكاديين اليوم إثنيات أخرى مع غيرهم.
تأثر تاريخ الأكاديين إلى حد بعيد بالحروب الاستعمارية الست التي وقعت في أكاديا خلال القرنين السابع عشر والثامن عشر. في آخر المطاف، أدت آخر الحروب الاستعمارية -الحرب الفرنسية والهندية- إلى طرد البريطانيين للأكاديين من المنطقة. بعد الحرب، خرج كثير من الأكاديين من مكانهم أو عادوا إلى أكاديا من المستعمرات البريطانية. بقي آخرون في فرنسا وهاجر بعضهم من هناك إلى لويزيانا، حيث صاروا يعرفون باسم الكاجون، وهو خطأ في لفظ كلمة «الأكاديون». شهد القرن التاسع عشر بداية عصر النهضة الأكادية ونشر قصيدة إفانجيلاين (قصة أكاديا)، التي ساعدت في تحفيز الهوية الأكادية. في القرن الماضي، حصّل الأكاديون استحقاقات في مجالي المساواة في اللغة والحقوق الثقافية بوصفهم أقلية في المقاطعات البحرية الكندية.

## بوصفهم مستوطنين فرنسيين

### مستعمرة بورت رويال (1604 – 1613)
بنى بيير دوغوا، سيير دو مونت، مستعمرة في بورت رويال سنة 1605 كبديل عن محاولته الأولى لاستعمار جزيرة سانت كروا (المعروفة اليوم باسم مين). ألغي الاحتكار التجاري لمونت سنة 1607، وعاد معظم المستوطنين الفرنسيين إلى فرنسا، إلا أن بعضهم بقي هناك. قاد جان دي بينوكورت، بارون بوترينكورت وسان جوست، حملة ثانية إلى بورت رويال في عام 1610.

### وصول أولى العائلات الأوروبية
استند بقاء المستوطنات الأكادية إلى التعاون الناجح مع الشعوب الأصلية في المنطقة. تضمنت السنوات الأولى لبناء المستوطنة الأكادية حالات زواج مسجلة بين مستوطنين أكاديين ونساء من السكان الأصليين. أظهرت بعض السجلات حالات زواج بين مستوطنين أكاديين ونساء من السكان الأصليين في طقوس رسمية للروم الكاثوليك، مثل زواج تشارلز لاتور من امرأة من قبيلة ميكماو في عام 1626. ذكرت أيضًا حالات زواج مستوطنون أكاديين من الزواج بأفراد من السكان الأصليين حسب «الزواج ذي الطابع القروي)، وعاشوا بعد ذلك في مجتمعات ميكماك. أحضر المستوطنون زوجات فرنسيات إلى أكاديا، مثل فرانسواز ماري جاكلين، زوجة لاتور الثانية، التي لحقت به إلى أكاديا عام 1640.
هيأت إدارة الحاكم إسحاق دي رازيلي في لاهاف، نوفا سكوشا، الأرضية لوصول أول الأسر المهاجرة المسجلة على متن سفينة سانت جيهان، التي غادرت لاروشيل في 1 أبريل سنة 1636. كان هناك عدد من الرحلات من الساحل الأطلسي الفرنسي إلى أكاديا بين عامي 1632 و1636، ولكن الرحلة آنفة الذكر كانت الوحيدة التي بقي لدينا منها قائمة مفصلة بالمسافرين فيها. عمل نيكولاس دينيس، الذي تمركز عمله نهر لاهاف في بورت روسيغنول (خليج ليفربول)، وكيلًا لرحلة سانت جيهان. بعد رحلة استمرت 35 يومًا عبر المحيط الأطلسي، وصلت سانت جيهان في 6 مايو سنة 1636 إلى لاهاف، نوفا سكوشا. حملت الرحلة على متنها 78 راكبًا و18 من أفراد الطاقم. مع تلك الرحلة، بدأت أكاديا تحولًا بطيئًا من كونها أساسًا مسألة مستكشفين وتجار، أو رجال، إلى مستعمرة لمستوطنين دائمين، شملوا ننساءًوأطفالًا. في حين أن وجود نساء أوروبيات يشكل إشارة إلى تسوية يجري التفكير بها بجدية، إلا أن عدد النساء المهاجرات حينها كان قليلًا جدًا، بحيث لم يظهرن تأثيرًا فوريًا على حالة أكاديا بوصفها مستعمرة للتجار العابرين الأوروبيين. بحلول نهاية السنة، نقل المهاجرون من لاهافا وأعيد توطينهم في بورت رويال. في بورت رويال عام 1636، كان بيير مارتن وكاترين فينيو، اللذان وصلا إلى سانت جيهان، أول أبوين أوروبيين ينجبان طفلًا في أكاديا. كان أول طفل مولود هو ماثيو مارتن. نظرًا لذلك التميز الجزئي، أصبح مارتن لاحقًا سيدًا إقطاعيًا على كوبكويد (1699).

### الحرب الأهلية
بوفاة أيزاك دي رازيللي، غرقت أكاديا في ما وصفه بعض المؤرخين بحرب أهلية استمرت بين عامي 1640 و1645. كان لأكاديا نائبان لحاكم الولاية. دارت الحرب بين بورت رويال حيث تمركز الحاكم تشارلز دي مينو دولناي دي تشارنيساي، وما يسمى اليوم سانت جون، نيو برونزويك، حيث تمركز الحاكم تشارلز دي سانت إتيان دي لا تور.
في الحرب، كانت هناك أربع معارك رئيسية. هاجم لا تور دولناي في بورت رويال عام 1640. ردًا على ذلك الهجوم، أبحر دولناي من بورت رويال وأقام حصارًا لمدة خمسة أشهر على حصن لاتور في سانت جون، الذي كسره لاتور في آخر المطاف (1643). هاجم لا تور دولناي من جديد في بورت رويال في سنة 1643. في نهاية الأمر، فاز دولناي في بورت رويال في الحرب ضد لا تور بحصار سانت جون في عام 1645. بعد وفاة دولناي سنة 1650، أعاد لا تور تعزيز مكانته في أكاديا.

### المستعمرة الإنجليزية (1654 – 1667)
في سنة 1654، اندلعت حرب بين فرنسا وإنجلترا. تحت إمرة القيادي روبرت سيدغويك وصل أسطول الحرية الذي جاء من بوسطن، بأمر من كرومويل، إلى أكاديا لمطاردة الفرنسيين. استولى الأسطول على حصن لاتور، وبعدها على بورت رويال. إلا أن لاتور نجح بالاندماج في إنكلترا، حيث نجح بدعم من جون كيرك في الحصول من كرومويل على جزء من أكاديا، إلى جانب السير توماس تمبل. عاد لاتور إلى كاب-دو-سابل حيث بقي حتى وفاته عام 1666 عن عمر يناهز 73 عامًا.
أثناء الاحتلال الإنجليزي لأكاديا، منع جان بابتيست كولبرت، وكيل لويس الرابع عشر، الأكاديين من العودة إلى فرنسا. نتيجة للاحتلال الإنجليزي، لم تستقر أي أسرة فرنسية جديدة في أكاديا بين عامي 1654 و1670.

### ما بعد معاهدة بريدا
أعادت معاهدة بريدا، الموقعة في 31 يوليو سنة 1667 أكاديا إلى فرنسا. بعد سنة، وصل ماريون دو بورغ ليعيد الأرض إلى فرنسا. ين ابن ليبورن، أليكساندر لوبورني، حاكمًا مؤقتًا ونائبًا عامًا لأكاديا. تزوج من ماري موتين لا تور، أكبر أبناء لاتور من أرملة دولناي.
في عام 1670، كان حاكم أكاديا الجديد، شيفالييه هوبير دانديني، شيفالييه دي غرانفونتين، مسؤولًا عن أول تعداد سكاني أجري في أكاديا. لم تشمل النتائج الأكاديين الذين عاشوا مع الأمم الأولى المحلية (السكان الأصليين). تبين أن هناك نحو ستين أسرة أكادية بلغ مجموع سكانها نحو 300 نسمة. انهمك أولئك السكان في الغالب بالزراعة الداخلية على طول شواطئ خليج فوندي اليوم. م تبذل أي محاولة جادة لزيادة عدد سكان أكاديا.
في ربيع عام 1671، غادر أكثر من خمسين من المستعمرين لا روشيل على متن سفينة لورنجر. وصل آخرون من كندا (فرنسا الجديدة)، أو كانوا جنودًا متقاعدين. خلال ذلك الوقت، تزوج عدد من المستعمرين من السكان الأصليين المحليين. من بين أوائل من تزوجوا تشارلز دي سان إتيان دي لا تور، ومارتن، وبييري ليجون برارد، وجيهان لامبرت، وبيتيباس، وغيدري. تزوج القائد فينسنت دي سان كاستن، قائد حصن بينتاغوت، من ماري بيديكيومايسكان، ابنة أحد رؤساء قبيلة أبيناكي.